# Hồ Tri Liêm
Hồ Tri Liêm (sinh 1942) là một sĩ quan cấp cao của Quân đội nhân dân Việt Nam, hàm Thiếu tướng, nguyên Tư lệnh Binh chủng Thông tin liên lạc nguyên Giám đốc điều hành Đội bóng đá Thể Công.